# NOS Studio Tour
NOS Studio Tour was een televisieprogramma van de Nederlandse omroep NOS dat in het teken stond van de Tour de France. Het maakt onderdeel uit van de programma's rond NOS Studio Sportzomer.
In 2014 was de laatste editie van De Avondetappe van Mart Smeets dat op de late avond, rond 23.00 uur, de tourdag afsloot.

## Opzet
Studio Tour startte rond 19.00 uur, direct na de etappe en werd gepresenteerd door Dione de Graaff (vanaf locatie) en Gert van 't Hof (vanuit de studio in Hilversum). In de uitzending waren verslagen te zien van Jeroen Stekelenburg, Han Kock, Mart Smeets en Herman van der Zandt. Enkele gasten keerden regelmatig terug, waaronder Theo Bos, Michiel Elijzen, Rob Harmeling, Karsten Kroon, Henk Lubberding, Niki Terpstra en Marijn de Vries. Ook kreeg Filemon Wesselink een rol in het programma.
In 2016 keert De Avondetappe terug met als presentatoren Dione de Graaff en Herman van der Zandt. In 2017 is van der Zandt op locatie met Danny Nelissen en de Graaff presenteert het avondprogramma.